# Boszkowo-Letnisko
Boszkowo-Letnisko – osada w Polsce położona w województwie wielkopolskim, w powiecie leszczyńskim, w gminie Włoszakowice nad Jeziorem Dominickim, nieopodal Boszkowa.
Wieś liczy około 100 mieszkańców. We wsi znajdują się położone nad Jeziorem Dominickim popularne ośrodki wypoczynkowe oraz hotel, pole namiotowe i zaplecze gastronomiczne. Zdekapitalizowane obiekty wypoczynkowe z okresu PRL zostały przebudowane lub wyburzane ("Lubuszanka", 2023).
Przez wieś przebiega linia kolejowa oraz kajakowy Szlak Konwaliowy.